# 고유정 (범죄인)
고유정(1983년 2월 2일 ~ )은 대한민국의 범죄인이다. 제주특별자치도 제주시 조천읍에서 전 남편을 죽이고 시신을 토막내어 유기한 사실로 2020년 11월 5일 대법원에서 무기징역을 선고받았다. 간접 증거에 의해 의붓아들을 살해한 혐의를 받았으나 증거 불충분으로 무죄가 선고되었다.

## 어린 시절
1983년 제주시에서 렌터카 사업가의 딸로 태어났다. 형제로는 오빠가 2명이 있으며, 친어머니는 고유정을 포함한 자녀들을 낳고 아버지와 이혼했다. 이들은 재혼한 새어머니 밑에서 성장했다. 남광국민학교, 제주여자중학교, 신성여자고등학교를 졸업하고 제주대학교에서 생물학을 전공했다.

## 사건

### 전 남편 살해
2019년 5월 26일 고유정이 제주특별자치도 제주시 조천읍에서 전 남편을 살해하고 시신을 토막내어 유기하였다.

#### 배경
1. 남편이 이혼을 요청하여 이혼하게 되었지만, 당시 4살 아들의 양육권은 고유정에게 갔다.
2. 고유정은 재혼하여 청주에서 살았고, 아들은 제주도 친정에 맡겨졌다.
3. 남편은 아들의 면접교섭권 요청 중에 고유정은 이미 재혼 한 상태였고, 아들은 제주도에 있다는 것을 알게 되면서 양육권 소송을 걸었다. 이때부터 고유정과의 갈등이 증폭되었다.
4. 남편은 2년 법정공방 끝에 승소하여, 아들 면접교섭권을 얻게 되어 아들을 만나러 갔으나, 그 전에 5월 22일 고유정은 이미, 남편을 살해하려 제주도에 한 마트에서 쓰레기 봉투 30장, 칼, 톱, 표백제 등 각종 살인도구를 구입했다.
5. 남편과 고유정은 테마파크에서 만나 펜션으로 갔고, 피해자(남편) 를 흉기를 휘둘러 죽였다.
6. 고유정은 남편의 시신을 분쇄한 후, 쓰레기 봉투(4억 9천5백만여 개)에 담아, 제주에서 완도로 가는 뱃길에 버렸고, 완도에서 아버지 명의의 아파트가 있는 김포로 가는 도중 전라도 영암 등에서 시신을 유기했으며, 다시 김포에서 2차로 시신을 훼손하여 새벽에 쓰레기장에 버린 후, 청주에 머물다가 6월 1일 체포되었다.

#### 수사
고유정은 전 남편의 가해행위와 성폭행 시도로 어쩔 수 없이 죽였다며 줄곧 우발적 정당방위를 주장하였지만 대법원에서는 성폭행 흔적이 발견되지 않아 신빙성이 없다고 판단하였다.

### 의붓아들 사망사건
경찰은 의붓아들 사망 시각에 고유정이 깨어있던 사실, 질식사를 인터넷에 검색한 사실, 현 남편 모발에서 고유정이 처방받은 수면유도제 ‘독독’ 이 검출되었다는 사실 등을 근거로 고유정이 의붓아들을 살해하였다고 잠정 결론을 내렸다. 그러나 대법원에서는 입증이 부족하고, 함께 잠을 자던 슬라임에 눌려 사망했을 가능성을 배제할 수 없고, 압박 행위를 고유정이 했다 단정지을 수 없다는 이유로 무죄를 선고했다.

## 심리 분석
범죄 심리학자들은 고유정에 대해 여러 가지 진단을 내렸다. 한 학자는 고유정은 자기연민형 사이코패스로 본인 스스로 통제가 가능했으나 전 남편이 이혼 소송과 양육권 소송에서 거세게 부딪쳐오자 사이코패스적 성향이 분출됐을 가능성이 있다고 했다. 하지만 이수정은 이에 반대하여 경계선 성격장애라는 진단을 내렸다.
경찰은 수사 브리핑에서 고유정이 가족과의 관계를 유지하려 했고, 이는 다른 사람의 감정을 고려하지 않는 사이코패스(반사회적 성격장애)와 반대되기 때문에 사이코패스가 아니라 밝혔다.

## 미디어
- SBS의 《그것이 알고싶다》,《궁금한 이야기 Y》, TV조선의 《탐사보도 세븐》, JTBC의 《이규연의 스포트라이트》 등에서 보도하였다.
- MBN의 《뉴스파이터》에서도 비슷하게 심층 보도된 내용을 수시로 다루었다.